# Engelskhorn
Engelskhorn er et musikinstrument, der tilhører træblæserfamilien. Engelskhornet kan betragtes som en obo i altleje.